# Der Wehrwolf
Der Wehrwolf ( em inglês:  Werewolf, uma gíria combinando as palavras para "defesa" e "lobo" para Wehrwolf na língua alemã - cf Lobisomem, "lobisomem", geralmente traduzido para o inglês como Warwolf ) é um romance do jornalista Hermann Löns, publicado pela primeira vez em 1910. 

## Resumo do enredo
A Guerra dos Trinta Anos está no auge e o campesinato sofre com os incontáveis saqueadores que perambulam pelas terras. O protagonista Harm Wulf, um camponês, já perdeu sua família nos primeiros anos de guerra e se torna o defensor Wulf ( wehrender Wulf ) ao defender um forte na colina e seus carroceiros ao redor, onde alguns camponeses locais se escondem das hordas de pilhagem. Harm Wulf reúne mais e mais aliados até 121 homens estarem na Aliança do Wehrwolf . Quando a paz é finalmente restaurada, Harm Wulf vira um homem velho e sombrio.

## Recepção
Embora já publicado em 1910, Der Wehrwolf tornou-se um best-seller três décadas depois na Alemanha nazista . Foi amplamente utilizado para fins de propaganda nazista devido ao seu conteúdo nacionalista. Perto do final da Segunda Guerra Mundial, jovens Luftwaffenhelfers e crianças da Juventude Hitlerista foram encorajados a ler o romance para promover a guerra de guerrilha contra os Aliados (para agir como um We (h) rwolf  ). Por causa disso, o livro foi indexado por um curto período após a guerra.